# Protonemura beatensis
Protonemura beatensis är en bäcksländeart som beskrevs av Raymond Justin Marie Despax 1929. Protonemura beatensis ingår i släktet Protonemura och familjen kryssbäcksländor. Inga underarter finns listade i Catalogue of Life.